# 圣玛丽 (热尔省)
圣玛丽（法語：Sainte-Marie，法語發音：[sɛ̃t maʁi] ⓘ）是法国热尔省的一个市镇，位于该省东部，属于欧什区。

## 地理
圣玛丽（43°39'38"N, 0°52'29"E）面积22.45 平方千米，位于法国奧克西塔尼大區热尔省，该省份为法国西南部内陆省份，北起顺时针与洛特-加龙省、塔恩-加龙省、上加龙省、上比利牛斯省、大西洋比利牛斯省和朗德省接壤。
与圣玛丽接壤的市镇（或旧市镇、城区）包括：欧比耶、布朗克福尔、埃斯科讷伯夫、莫沃赞、圣索维、图热。

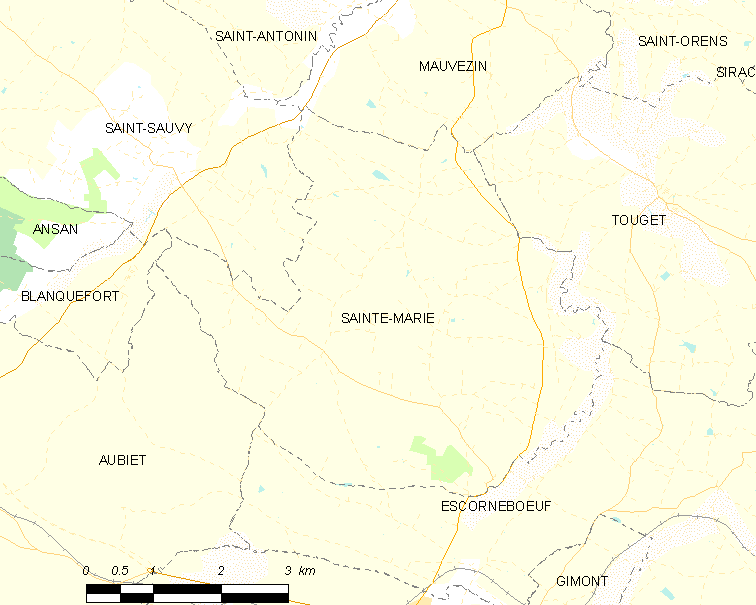
的OSM定位图

圣玛丽的时区为UTC+01:00、UTC+02:00（夏令时）。

## 行政
圣玛丽的邮政编码为32200，INSEE市镇编码为32388。

## 政治
圣玛丽所属的省级选区为日莫讷-阿拉茨县。

## 人口

1962-2008年间人口变化图示

圣玛丽于2022年1月1日时的人口数量为391人。